# TT277
A TT277 ókori egyiptomi sír a thébai nekropolisz Kurnet Murai nevű részén, a mai Luxor nyugati partján. Tulajdonosa a XIX. dinasztia idején élt Ameneminet wab-pap, címe szerint „isteni atya III. Amenhotep templomában”.
A sír szerény méretű, 3,4 m hosszú és 2,5 m széles, szabálytalan téglalap alapú. Díszítése igen érdekes jeleneteket tartalmaz, fő motívuma a Halottak Könyve, de az ábrázolásokat készítő  művész nagyon eredeti módon – szinte rajzfilmszerűen – mutatja be a gyászolókat, a temetési menetet, az áldozatvivőket és a temetést. A két felállított antropoid koporsó ábrázolása a kápolna előtt, valamint a múmia sírba tétele két nagyon jellegzetes és megható jelenete a TT277-nek. A sír falairól megtudhatjuk Ameneminet anyja, Tadzseszertka és felesége, Nofertari nevét is.

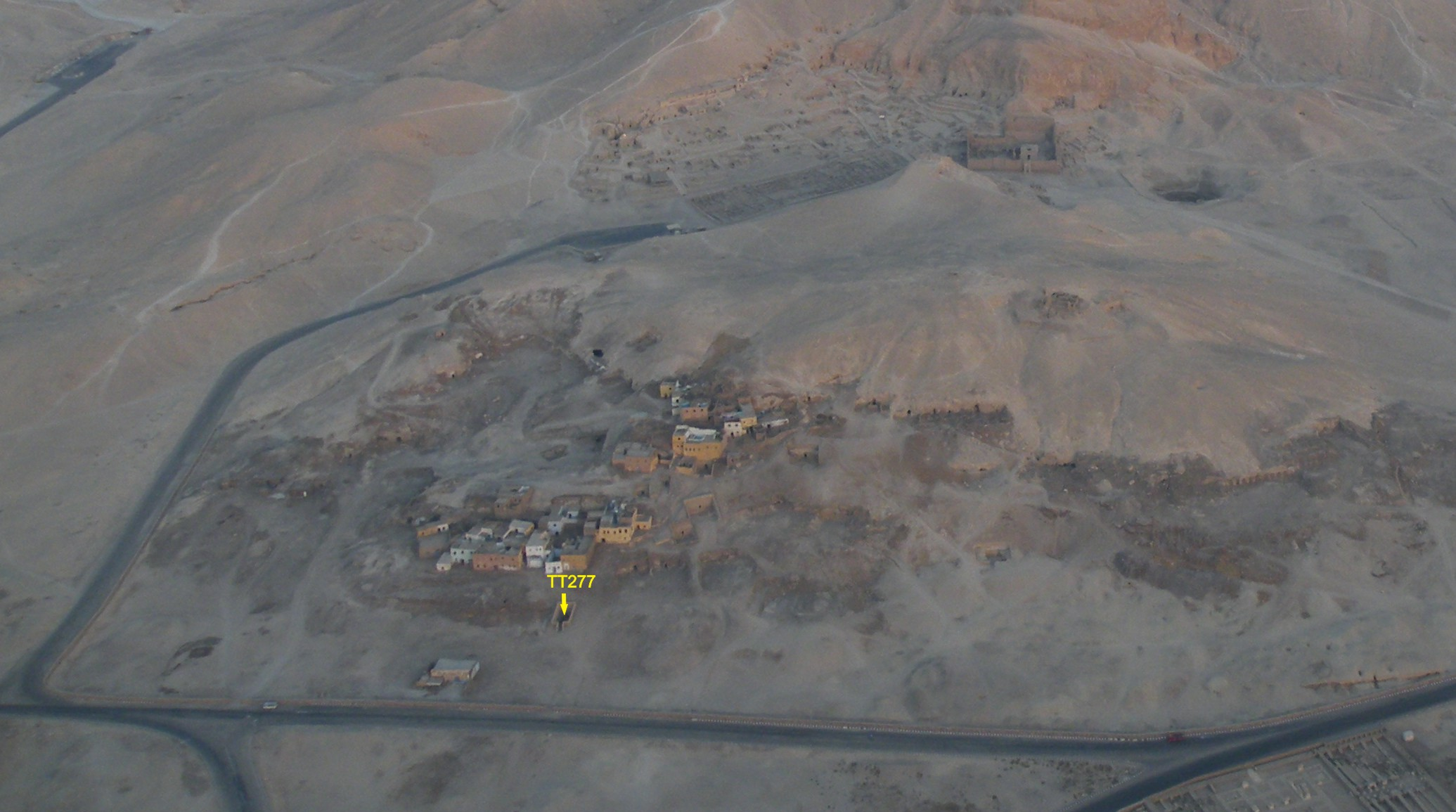
Amenemonet sírja a TT277 Qurnet Murai temetőjében